# Russel Honoré

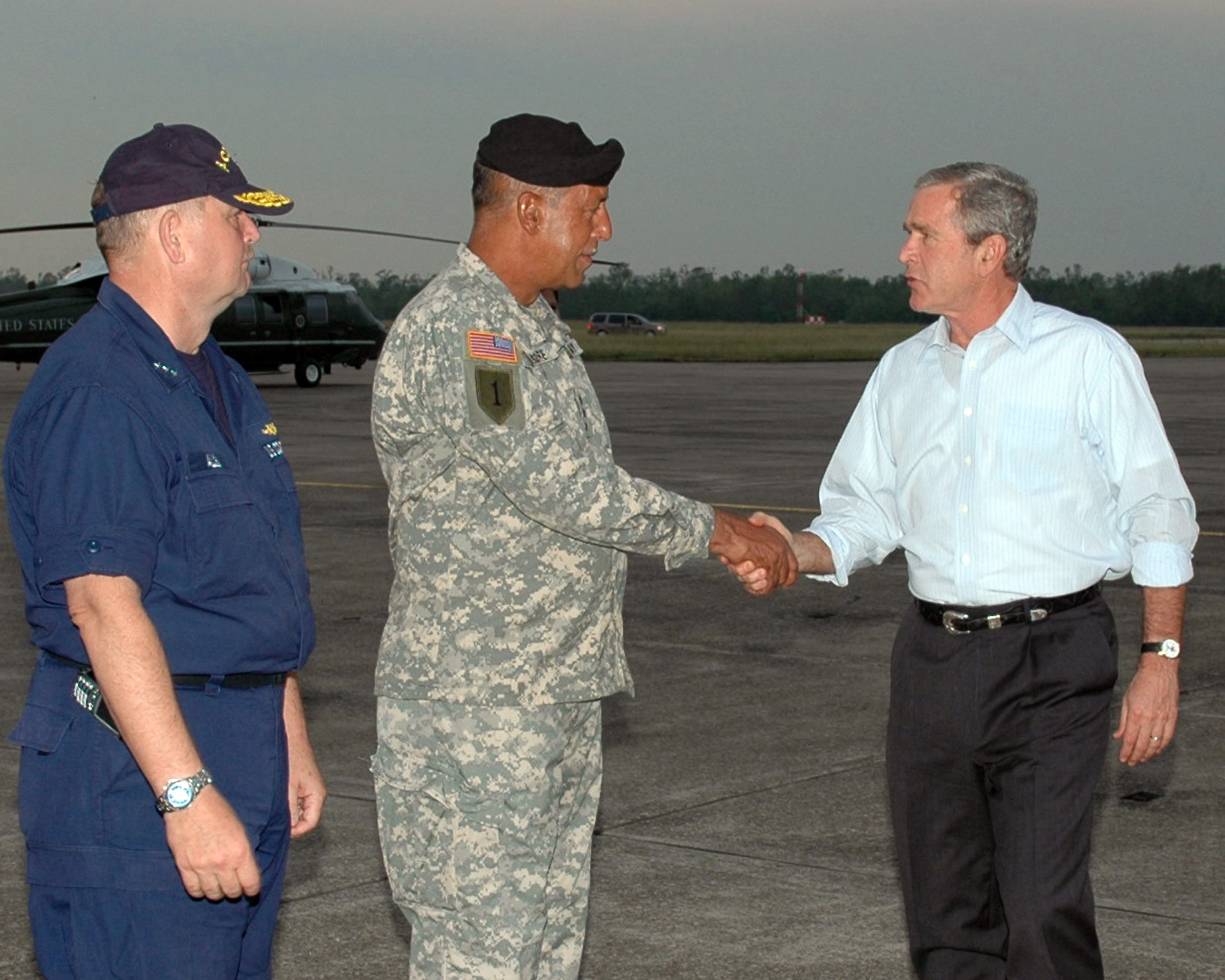
Russel Honoré med George W.Bush i New Orleans i oktober 2005

Russel L. Honoré, född 1947 i Lakeland, Louisiana är en amerikansk tidigare armégeneral samt miljöaktivist.
Russel Honoré växte upp i Lakeland i Louisiana som den yngsta av tolv barn. Han tog en kandidatexamen i agronomi på Southern University and A&M College 1971. Han har senare tagit en magisterexamen i personalpolitik på Troy State University. Han tjänstgjorde i den amerikanska armén 1971–2008. Han befordrades till generallöjtnant och befälhavande general vid First United States Army i Fort Gillem, Georgia. Han är mest känd som chef för Joint Task Force Katrina, som hade ansvaret för att samordna militära katastrofinsatser för områden som berördes av Orkanen Katrina 2005.
Efter sin pensionering har Russel Honoré aktivt engagerat sig för att bekämpa den industriella miljöförstöringen i och utanför Mississippis nedre lopp. Han står bakom tillskapandet av Green Army, en koalition av lolala miljövårdsorganisationer, som bekämpar den förgiftning av luft och vatten som sker i Louisianas så kallade Cancer Alley mellan Baton Rouge och New Orleans.

## Kritik över administrationens respons på Hurricane Maria
Efter den förödelse som Orkanen Maria åstadkom på Puerto Rico 2017, kritiserade Russel Honoré den som han menade dåliga krisresponsen av president Donald Trumps administration. Han uttalade för CNN att "presidenten åter visat att han inte bryr sig ett skvatt om fattigt folk. Han bryr sig inte ett skvatt om icke-vita människor."